# Станчешти (Бузау)
Станчешти (рум. Stăncești) насеље је у Румунији у округу Бузау у општини Ваду Пашиј. Oпштина се налази на надморској висини од 76 m.

## Становништво
Према подацима из 2002. године у насељу је живело 1568 становника, од којих су сви румунске националности.